# NSV (mitragliatrice)
La NSV (in russo НСВ Никитина-Соколова-Волкова) è una mitragliatrice pesante (HMG) sovietica, il cui nome deriva da quelli dei progettisti: Grigorij I. Nikitin , Jurij S. Sokolov  e V. I. Volkov .
Fu progettato per sostituire la DŠK e fu presa in dotazione dall'esercito sovietico nel 1971. In seguito al disfacimento dell'URSS non è più prodotta in Russia, la licenza di produzione è finita nel Kazakistan, ma in sua vece è iniziata la produzione del nuovo modello Kord, per sostituire i pezzi usurati del vecchio modello. La NSV è stata prodotta su licenza in Bulgaria, India, Polonia e Jugoslavia, quest'ultimo paese produceva una versione chiamata M87.
La NSV pesa 25 kg, un rateo di fuoco teorico di 13 colpi al secondo (circa 800 colpi/min) ed una distanza di tiro utile di circa 1500 m. Un nastro di munizioni da 50 cartucce pesa 11 kg.

## Storia
Nei primi anni '50, l'esercito sovietico stava cercando una nuova mitragliatrice per sostituire i suoi vecchi SGM e RPD. Piacque molto l'idea dietro la MG 42 tedesca, cioè un'arma versatile usabile su vari affusti per diversi ruoli. Fu quindi chesto ai progettisti di fornire un'arma con queste caratteristiche.
I test favorirono la soluzione di Michail Kalašnikov, in quanto la sua PK si dimostrò più affidabile e meno costosa dell'arma di Grigorij Nikitin e Jurij Sokolov.
Quest'ultimo progetto, però, fu sviluppato dieci anni dopo per dare la mitragliatrice pesante NSV, che nel 1969 fu scelta come arma di rimpiazzo del DŠK/DŠKM. Fu presa in dotazione dall'esercito nel 1971.
La NSV non è più prodotta in Russia, e sta venendo rimpiazzata dall'HMG Kord, in quanto alle forze terrestri russe serviva un'arma più accurata, e le parti di ricambio sono sempre più difficili da trovare. La produzione, effettuata in Kazakistan ed Ucraina, è stata disturbata dal crollo dell'URSS.

## Uso in Finlandia
In Finlandia la NSV è chiamata 12,7 Itkk 96 o 12,7 ilmatorjuntakonekivääri 96 (in gergo militare anche itko). È spesso usata montata su veicoli, ad esempio sui Patria Pasi, Sisu Nasu e Leopard 2R.
Dato il suo alto rateo di fuoco, l'arma è intesa principalmente per il ruolo di difesa antiaerea ravvicinata contro elicotteri, droni e velivoli. Per il combattimento a terra, è montato su uno specifico supporto
La marina militare finlandese usa la NSV in ruolo antiaereo, come complemento ad altre armi quale le 23 ITK 95, Bofors 40 Mk3 e Bofors 57 Mk2 e Mk3.

## Varianti
- 12,7 Itkk 96: versione finlandese, costruita su licenza.
- M87 NSVT: Versione prodotta su licenza in Serbia dalla Zastava Arms. La M87 è stata usata dagli eserciti dell'ex-Jugoslavia.
- WKM-B: Versione polacca adattata per camerare munizioni NATO .50 BMG.

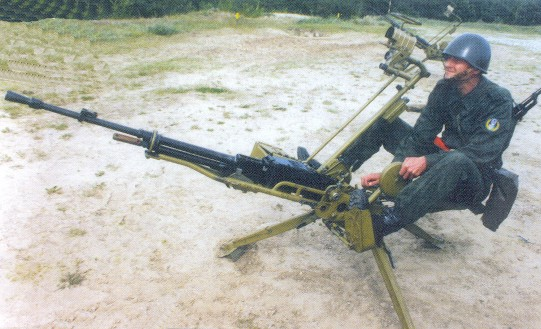
NSV polacca su affusto antiaereo

## Utilizzatori
- Finlandia[1]
- Georgia[2]
- Egitto: Usata sui T-80.[senza fonte]
- India: Prodotta alla Ordnance Factory Tiruchirappalli della Ordnance Factories Board.[3][4]
- Iran

- Iraq[5]
- Mauritius: Usata su navi da pattugliamento.[senza fonte]
- Mongolia

- Marocco

- Corea del Nord

- Polonia[1]
- Russia[6]
- Siria

- Unione Sovietica[6]
- Vietnam: Prodotta localmente.[7]